# Razmig Keucheyan
Razmig Keucheyan, né le 20 novembre 1975, est un sociologue et militant de la gauche radicale franco-suisse, professeur à l'université Paris-Descartes.

## Biographie
Razmig Keucheyan commence ses études à Genève, où il fait ses premiers pas de militant dans le groupe solidaritéS. Après avoir obtenu sa maîtrise en 2000, il s'installe à Paris où il obtient un DEA en 2001 puis un doctorat de sociologie de l’université de Paris-Sorbonne en 2005 sous la direction de Raymond Boudon.

### Carrière universitaire
Il intègre en 2007 le Groupe d'étude des méthodes de l'analyse sociologique de la Sorbonne (GEMASS) et devient membre du comité de rédaction de la revue Contretemps. Il est maître de conférences en sociologie à l’université de Paris-Sorbonne (Paris IV).
En 2016, il est professeur des universités au Centre Émile-Durkheim de l'université de Bordeaux et membre du comité de rédaction de la revue Actuel Marx.
Il est aujourd'hui professeur à l'Université Paris Cité. 

### Carrière politique
Razmig Keucheyan adhère au Nouveau Parti anticapitaliste dès sa création en 2008 où il participe à son courant unitaire. En mai 2011, il cosigne l'appel « Pour une candidature de la gauche de transformation sociale et écologique pour les présidentielles de 2012 ».
En 2014, aux côtés de nombreuses autres personnalités, il signe l'appel du Mouvement pour la 6e République initié par Jean-Luc Mélenchon et le Parti de gauche.
Le 30 novembre 2015, il est parmi les signataires de l'Appel des 58 : « Nous manifesterons pendant l'état d'urgence »,.

## Travaux
Razmig Keucheyan est connu pour avoir réalisé une cartographie des « nouvelles pensées critiques », publiée dans son ouvrage Hémisphère gauche. Selon lui, on assiste, depuis les manifestations contre l'Organisation mondiale du commerce de Seattle en 1999 et le Forum social mondial de Porto Alegre de 2001, à l'apparition de « nouvelles théories critiques », lesquelles remettent en question, de façon globale, l'ordre social existant et non plus des aspects limités de cet ordre comme l'instauration d'une taxe sur les transactions financières.
Également reconnu comme l'un des meilleurs connaisseurs de l’œuvre de Antonio Gramsci, il a contribué au documentaire réalisé par Fabien Trémeau sur le philosophe marxiste italien paru en 2014 et intitulé Antonio Gramsci, penseur et révolutionnaire.,.
Il s'intéresse également à la problématique de l'écologie et montre que la crise écologique n'est pas indépendante des enjeux et des luttes politiques. Il met ainsi en avant que les conséquences environnementales dues à l'activité humaine affectent avant tout les populations et les classes dominées. Selon lui, on ne doit pas faire abstraction des oppositions de classes lorsqu'on aborde la question de l'environnement. Il développe et analyse au cours de nombreuses interventions et tribunes le phénomène qu'il nomme « racisme environnemental ». En partant de situations édifiantes comme la décision, prise en 1982, d’installer une décharge de déchets toxiques dans le comté de Warren (Caroline du Nord), majoritairement peuplé de Noirs pauvres, Razmig Keucheyan montre comment « la distribution des populations les plus vulnérables doit être corrélée à la division raciste de l’espace physique, mais aussi aux rapports de force genrés et à la répartition des dégâts écologiques contemporains (industries toxiques, réserves de déchets…) ».
Dans cette même perspective, il a beaucoup travaillé sur la « financiarisation de la nature » (la création de produits financiers branchés sur le changement climatique, comme les marchés carbone ou les dérivés climatiques), qu'il pointe comme étant l'une des solutions apportées par le capitalisme à la crise écologique.
Face à l’épuisement des ressources naturelles et aux risques d'effondrement, il considère qu'il y a urgence à distinguer les vrais besoins des besoins artificiels.

## Publications

### Livres
- Le constructivisme. Des origines à nos jours, Paris, Hermann, coll. « Sociétés et pensées », 2007.
- Hémisphère gauche. Une cartographie des nouvelles pensées critiques, Paris, La Découverte, coll. « Zones », 2010 ; édition en anglais : The Left Hemisphere: Mapping Critical Theory Today , Verso Books, 2014, 264 pages ; édition en espagnol : Hemisferio izquierda. Un mapa de los nuevos pensamientos críticos, Siglo XXI de España Editores, 2013 ; compte rendu de Didier Epsztajn dans Variations. Revue internationale de théorie critique, No 15, 2011 ; compte rendu de Manola Antoniolli dans nonfiction.fr, 18 octobre 2010.
- La nature est un champ de bataille. Essai d'écologie politique, Paris, La Découverte, coll. « Zones », 2014. Voir un extrait de ce livre publié par Contretemps. Revue de critique communiste (compte rendu de René Charest dans Nouveaux Cahiers du socialisme, numéro 14, automne, 2015, pp. 255–257 ; également, compte rendu de Jérôme Lamy & Arnaud Saint-Martin sur le site ZILSEL : « L’État, la nature et le capital : le triptyque infernal. Compte rendu et entretien flash avec Razmig Keucheyan », 21 juin 2014) ; édition en anglais : Nature is a battlefield: towards a political ecology, John Wiley & Sons, 2016, 220 pages ; édition en espagnol : La naturaleza es un campo de batalla, Clave Intelectual, 2008.
- Les besoins artificiels : Comment sortir du consumérisme, La Découverte, coll. « Zones », 2019, 250 p..

### Direction d'ouvrages
- Guerre de mouvement et guerre de position. Textes des Cahiers de prison d’Antonio Gramsci, choisis et commentés par Razmig Keucheyan, Paris, La Fabrique, 2012. Voir un extrait de ce livre publié par la revue Contretemps.
- Avec Gérald Bronner, La Théorie sociale contemporaine, Paris, PUF, coll. « Quadrige », 2012.
- Avec Jean-Numa Ducange et Stéphanie Roza, Histoire globale des socialismes, abécédaire des notions, figures et moments du socialisme, Presses universitaires de France, 2021

### Articles de revues
- « Identité personnelle et logique du social », in Revue européenne des sciences sociales, 2002/3 (XL).
- « Les communautés de fans de Matrix sur Internet : une étude de sociologie de la connaissance », in L'Année sociologique, 2006/1 (vol. 56).
- « L'imagination constructiviste. Une enquête au centre de sociologie de l'innovation », in L'Année sociologique, 2008/2 (vol. 58).
- « Philosophie politique du pirate », in Critique, 2008/6 (n° 733-734).
- « Présentation. De la piraterie au piratage », avec Laurent Tessier, in Critique, 2008/6 (n° 733-734).
- « Durkheim, Wittgenstein et les normes de la pensée », in Diogène, 2009/4 (n° 228).
- « Un réalisme intransigeant. À l'occasion du cinquantenaire de la New Left Review », in Mouvements, 2010/2 (n° 62).
- « Le moment américain. Sur la mondialisation des pensées critiques », in Revue française d’études américaines, 2010/4 (n° 126).
- « L’état de l’utopie. La question de l’État dans les pensées critiques contemporaines », in Revue française de socio-économie, 2015/2 (hors-série).
- avec Cédric Durand, « Financial Hegemony and the Unachieved European State », in Competition & Change, vol. 19 (2), 2015.
- « La lutte des classes dans la nature. Classe, race et environnement en perspective historique », in Cahiers d’histoire, 130, 2016.
- « Le marxisme et les guerres du climat. Les théories critiques face aux évolutions de la violence collective », in Raisons politiques, 2016/1 (N° 61).
- « Financiariser les catastrophes naturelles : assurance, finance et changement climatique », in Actuel Marx, 2017/1 (n° 61).

### Articles de presse
- « Gramsci, une pensée devenue monde », Le Monde diplomatique, juillet 2012, p. 3.
- « Quand la finance se branche sur la nature », Le Monde diplomatique, mars 2014, p. 1, 22-23.
- « La crise climatique va aggraver encore les inégalités », entretien réalisé par Nicolas Dutent, L'Humanité, 1er décembre 2015.
- « Ce dont nous avons (vraiment) besoin », Le Monde diplomatique, février 2017, p. 3.
- « Anatomie d’une triple crise », Le Monde diplomatique, août 2017, p. 3.
- « L'heure de la planification écologique », conjointement rédigé avec Cédric Durand, Le Monde diplomatique, mai 2020, p. 16-17.